# Noruz
Noruz (em pársi نوروز; também transliterado como Nowroz, Noe - Rooz, Norooz, Novruz, Noh Ruz, Nav-roze, Navroz ou Náw-Rúz; em português: 'Dia Novo') é uma festa tradicional da Ásia Central que celebra o Ano Novo do calendário persa — marcando a renovação da natureza (primeiro dia da primavera). O Noruz pode acontecer no dia 20, 21 ou 22 de março do calendário Gregoriano, a depender do momento (dia e hora exata) em que ocorra o equinócio de primavera. Em 2025 é comemorado a 21 de março, segundo o calendário persa. A celebração do Noruz ocorre há pelo menos 3 000 anos e está profundamente enraizada nos rituais e nas tradições do Zoroastrismo. Atualmente, acontece em muitos países que foram parte dos antigos impérios iranianos ou sofreram sua influência. Fora do Irã, é comemorada no Curdistão (onde é chamada Newroz), no Afeganistão, na Albânia, nas antigas repúblicas soviéticas do Tajiquistão, Uzbequistão, Azerbaijão, Cazaquistão, Quirguistão, na Macedônia do Norte, na Turquia e no Turcomenistão) e também por várias comunidades de origem iraniana, em todo o Oriente Médio. Além disso, o Noruz também é comemorado pelos parses zoroastrianos, na Índia.
A saudação usual é Noruz Mubarak ('Feliz ano-novo'). Na Turquia, diz-se Nevruz mübarek olsun ('Tenha um ano-novo abençoado', em turco) ou Cejna we pîroz be (em curdo).
O dia 21 de março foi proclamado Dia Internacional do Noruz pela Assembleia Geral das Nações Unidas, em sua resolução A/RES/64/253 de 2010, por iniciativa de vários países que compartilham este feriado, e foi inscrito, em 2009, na Relação Representativa do Patrimônio Cultural Imaterial da Humanidade, como uma tradição cultural observada por numerosos povos e que promove valores de paz e solidariedade entre gerações e dentro das famílias, bem como a reconciliação, a aproximação e a amizade entre diferentes povos.
A festa do Ano Novo é geralmente uma efeméride na qual as pessoas expressam o desejo de prosperidade e renovação das suas vidas. Em muitas partes do Afeganistão, Azerbaijão, Cazaquistão, Índia, Irão, Iraque, Paquistão, Quirguistão, Tajiquistão, Turquemenistão, Turquia e Uzbequistão, este evento tem lugar no dia 21 de março e recebe a denominação Nauryz, Navruz, Nawruz, Nevruz, Novruz, Nowruz ou Nuruz, que têm o mesmo significado de "novo dia" nas diferentes línguas destes países. Durante várias semanas, várias celebrações de rituais, cerimónias e eventos culturais são realizadas. Uma característica tradicional e específica desse período é a de se fazerem reuniões com a família e os amigos em volta de uma mesa decorada com objetos que simbolizam pureza, luminosidade, vida e prosperidade. Os participantes das celebrações são adornados com roupas novas e visitam vizinhos e parentes, principalmente os idosos. Também são feitos presentes, especialmente para as crianças, que geralmente consistem em objetos feitos por artesãos. Neste festival de Ano Novo há apresentações de música de rua e dança, ritos de água e fogo são celebrados em público, são organizadas competições desportivas tradicionais, faz-se e vende-se artesanato diverso.

## Noruze o equinócio de março

Iluminação da Terra pelo Sol, no dia do equinócio.

O primeiro dia do calendário iraniano cai no equinócio de março, que corresponde ao primeiro dia da primavera no Hemisfério Norte. Durante o equinócio, o sol incide diretamente sobre o equador.
No século XIII foram feitas importantes reformas nos calendários iranianos com o propósito de fixar o início do ano calendário, i.e. Noruz, no equinócio vernal. Segundo a definição de Noruz dada pelo cientista iraniano Ṭūsī "o primeiro dia do ano-novo oficial [Noruz] era sempre o dia em que o sol entrava em Áries antes do meio-dia".

## Etimologia
A palavra Noruz é formada pelos vocábulos persas nov (também transliterada como nou, now, nev, etc.), que significa 'novo' (também nos idiomas curdo, avéstico, sânscrito e várias outras línguas indo-européias) e roz ou ruz ou, ainda, rozh, proveniente do avéstico rəzaŋh, que significa 'dia' ou 'luz do dia' e que, em persa médio e em pársi, manteve o mesmo significado. Em curdo, o termo apresenta variações dialetais ou de transliteração, tais como Newroz, Nûroj ou Neweroc.

## História
As mais antigas referências ao Noruz remontam à época parto-arsácida (247 a.C.–224 d.C.). Há referências específicas à celebração durante o reinado de Vologases I (r. 51–78). Mas há razões para acreditar que a celebração seja bem mais antiga e que já fosse um dia importante durante a dinastia Aquemênida (c.  648–330 a.C.). É possível que o célebre complexo palaciano de Persépolis (ou pelo menos algumas das suas edificações, como a Apadana e o "Palácio das Cem Colunas") tenha sido construído para ser utilizado nas celebrações de Noruz. Entretanto não há referência ao termo nas inscrições aquemênidas.
Detalhes substanciais sobre a celebração aparecem desde o reinado de Artaxes I, fundador da dinastia Sassânida (224 - 650). Sob os reis sassânidas, o Noruz era o dia mais importante do ano. A maior parte das tradições reais de Noruz — como as audiências públicas do rei, os presentes e o perdão aos prisioneiros — foi estabelecida durante o período sassânida e chegou até a nossa época.
Assim como a tradição do Sadeh (celebrado no meio do inverno), o Noruz sobreviveu no Irã após a introdução do Islamismo, em 650. Há indicações de que os quatro grandes califas presidiram festividades do Noruz, e que o dia era feriado no período abássida. Outras celebrações, como os Gahambars e Mehragan, foram abandonadas ou mantidas apenas pelos zoroastrianos, que as levaram até a Índia.
Após a queda do califado e a restauração das dinastias iranianas, como a dos Samânidas e a dos Buídas, o Noruz foi elevado a um nível ainda mais importante. Os Buídas fizeram reviver as antigas tradições da época Sassânida e outras celebrações menores, que haviam sido eliminadas pelo califado.

### Era Contemporânea
Antes do colapso da União Soviética, o Irã e o Afeganistão eram os únicos países que oficialmente observavam as cerimônias de Nowruz. Quando os países do Cáucaso e da Ásia Central conquistaram a independência dos soviéticos, eles também declararam o Nowruz como feriado nacional.
Nowruz foi adicionado à Lista do Patrimônio Cultural Imaterial da Humanidade da UNESCO em 2010.

### Chāhār Shanbe Sûriچهارشنبه‌سوری

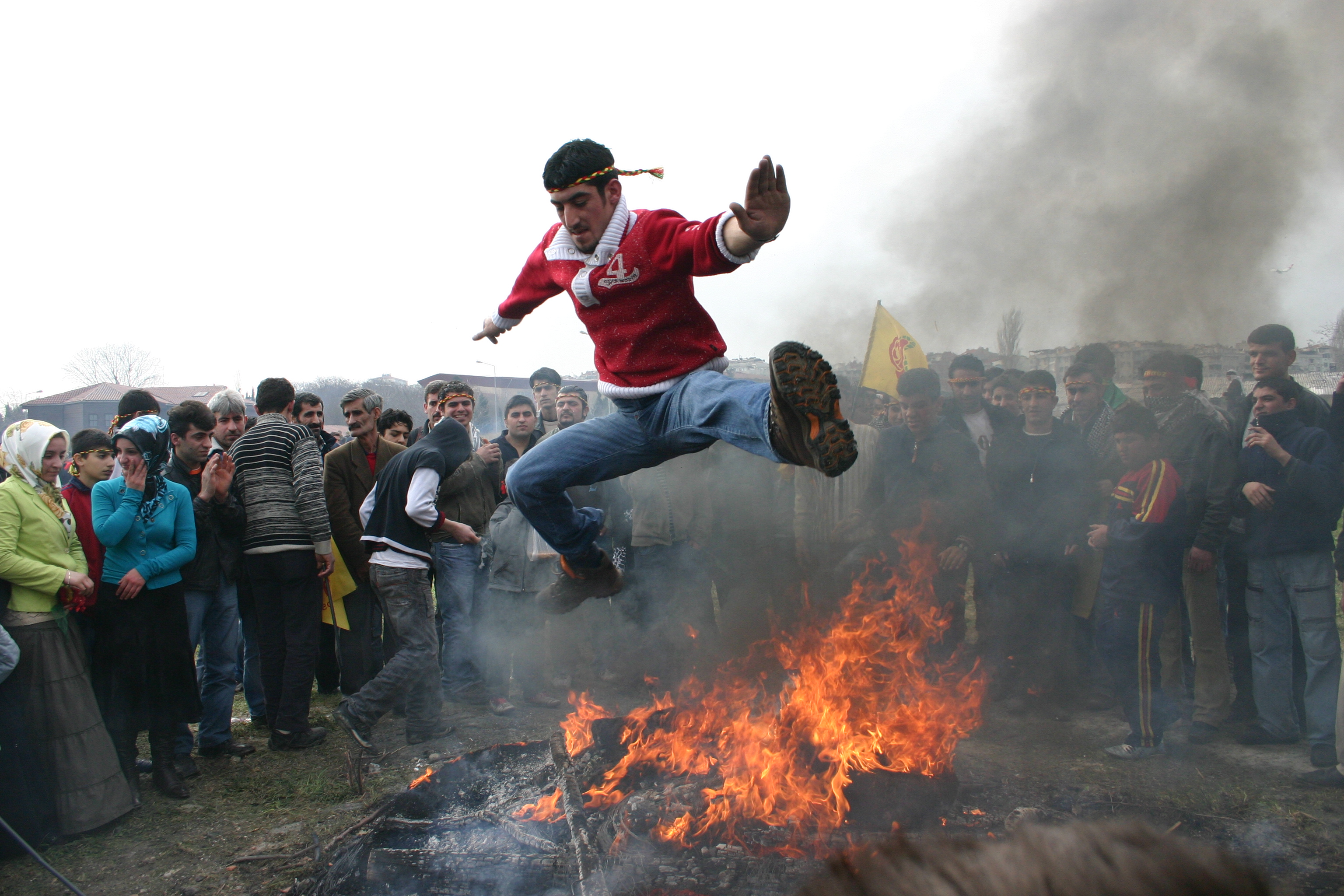
Curdos durante o Chāhār Shanbe Sûri em Istambul.

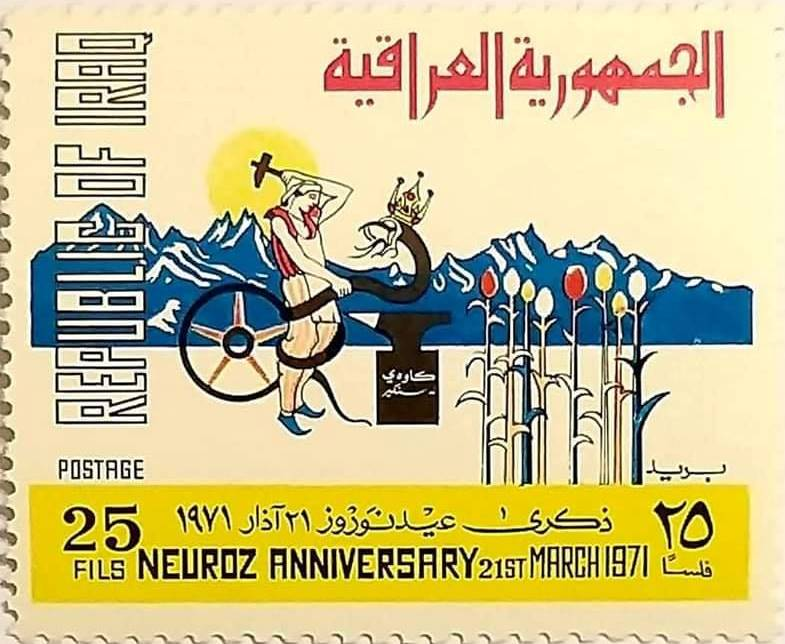
Selo iraquiano emitido em 1971 por ocasião do Noruz.

Na última quarta-feira do ano, os iranianos celebram o Chāhār Shanbe Sûri, momento em que todos saem à rua, fazem fogueiras e saltam, gritando Zardie man az tou Sorkhie tou az man, que significa "eu lhe dou a minha cor amarela (doença) e você (o fogo) me dá a sua cor vermelha (saúde)."
Oferecer doces conhecidos como Ajile Moshkel Gosha é o modo de agradecer pela saúde e felicidade do ano anterior. Há várias outras tradições ligadas a essa noite, como os rituais de Kûzeh Shekastan, durante os quais se quebram jarras que simbolicamente conteriam toda a má sorte. Pratica-se também a Fal-Gûsh ou a arte da adivinhação, escutando as conversas dos passantes na rua, e o ritual de Gereh-gosha-î, que consiste em dar um nó em um lenço e pedir à primeira pessoa que passar, que o desfaça, a fim de afastar toda a má sorte.

### Haft Sîn

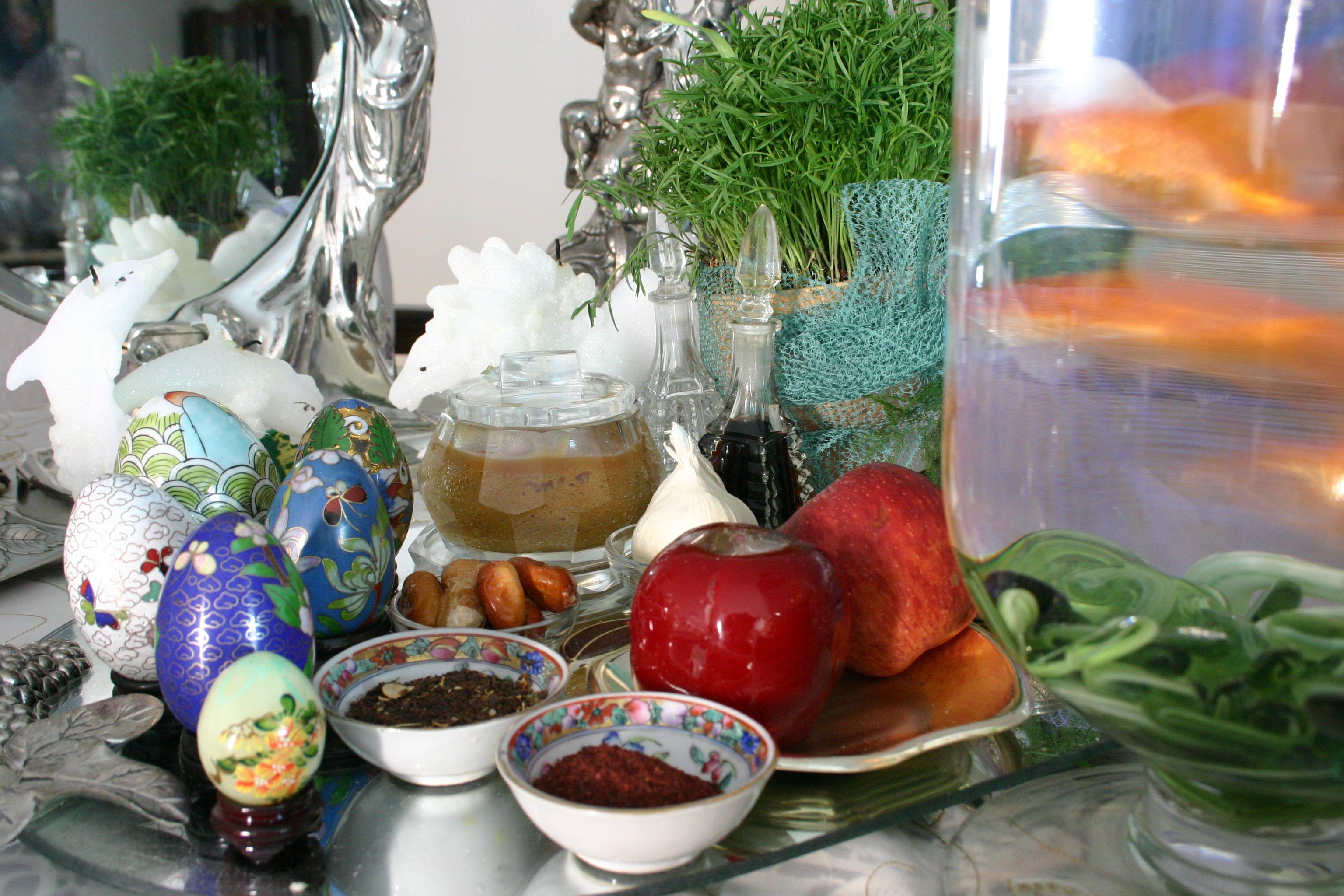
Haftsin, os objetos simbólicos do Noruz.

Haft sîn (em pársi: هفت سین) ou "sete sîn" é uma tradição ligada ao Noruz. No ano-novo, sete itens, cujos nomes comecem com a letra sîn (س no alfabeto perso-árabe), devem ser dispostos sobre uma mesa ou sobre tapetes, em um espaço reservado para receber convidados. Originalmente chamada haft chin (هفت چین), a tradição evoluiu mas manteve seu simbolismo, e as famílias procuram arrumar os objetos do modo mais decorativo possível. Segundo a tradição, os sete objetos são:
- sabzeh (سبزه) — brotos de trigo, cevada ou lentilha germinando em um prato ou vaso, como símbolo do renascimento.
- samanu (سمنو) — um doce feito de germe de trigo, simbolizando a afluência.
- senjed (سنجد) — o fruto seco da oliveira do paraíso (Eleagnus angustifolia), que simboliza o amor
- sîr (سیر) — alho, simbolizando remédio ou cura
- sîb (سیب) — maçãs, símbolo de beleza e saúde
- somaq (سماق) — especiaria extraída dos frutos secos da Rhus coriaria, que simboliza o nascer do sol
- serkeh (سرکه) — vinagre — simbolizando longevidade e paciência

Eventualmente, alguns elementos tradicionais podem ser substituídos por outros, cujo nome também comece com a letra sîn.

### A comida doNoruz
- Sabzi polo Mahi: arroz com ervas (cebolinha, salsa, endro, coentro e feno-grego), servido com peixe.
- Reshteh Polo: arroz cozido com aletria, que, segundo a tradição, ajuda a ter sucesso na vida.
- Dolma Barg: prato tradicional da cozinha azeri, preparada antes da chegada do ano-novo. É feito de vegetais, carne e arroz previamente cozidos e depois envolvidos em folha de videira, sendo então cozidos novamente. Diz-se que ajuda a concretizar os desejos.
- Shakarbura: pasteis recheados de um doce de nozes e assados no forno, também típicos da culinária do Azerbaijão.
- Kuku sabzi: omelete com ervas (salsa, endro, coentro, espinafre, cebolinha) e nozes, servida no jantar de Ano Novo.

### Datas
Embora a data do Noruz seja determinada astronomicamente, e corresponda à data de 1 de Favardin, esta pode corresponder aos dias 20, 21 ou 22 de março do Calendário Gregoriano, dadas as irregularidades deste último:
| 21 de março   |           |
| 1315-1374     | 1936-1995 |
| À exceção de: |           |
| 22 de março   |           |
| 1318          | 1939      |
| 1322          | 1943      |
| 1326          | 1947      |
| 1330          | 1951      |
| 1334          | 1955      |
| 1338          | 1959      |

| março |      |      |      |      |      |      |      |
| 21    | 21   | 21   | 21   | 21   | 21   | 20   | 20   |
| 1372  | 1993 | 1373 | 1994 | 1374 | 1995 | 1375 | 1996 |
| 1376  | 1997 | 1377 | 1998 | 1378 | 1999 | 1379 | 2000 |
| 1380  | 2001 | 1381 | 2002 | 1382 | 2003 | 1383 | 2004 |
| 1384  | 2005 | 1385 | 2006 | 1386 | 2007 | 1387 | 2008 |
| 1388  | 2009 | 1389 | 2010 | 1390 | 2011 | 1391 | 2012 |
| 1392  | 2013 | 1393 | 2014 | 1394 | 2015 | 1395 | 2016 |
| 1396  | 2017 | 1397 | 2018 | 1398 | 2019 | 1399 | 2020 |
| 1400  | 2021 | 1401 | 2022 | 1402 | 2023 | 1403 | 2024 |

| março |      |      |      |      |      |      |      |
| 20    | 20   | 21   | 21   | 21   | 21   | 20   | 20   |
| 1404  | 2025 | 1405 | 2026 | 1406 | 2027 | 1407 | 2028 |
| 1408  | 2029 | 1409 | 2030 | 1410 | 2031 | 1411 | 2032 |
| 1412  | 2033 | 1413 | 2034 | 1414 | 2035 | 1415 | 2036 |
| 1416  | 2037 | 1417 | 2038 | 1418 | 2039 | 1419 | 2040 |
| 1420  | 2041 | 1421 | 2042 | 1422 | 2043 | 1423 | 2044 |
| 1424  | 2045 | 1425 | 2046 | 1426 | 2047 | 1427 | 2048 |
| 1428  | 2049 | 1429 | 2050 | 1430 | 2051 | 1431 | 2052 |
| 1432  | 2053 | 1433 | 2054 | 1434 | 2055 | 1435 | 2056 |

| 20 de março   |           |
| 1436-1457     | 2057-2078 |
| À exceção de: |           |
| 21 de março   |           |
| 1437          | 2058      |
| 1438          | 2059      |
| 1442          | 2063      |
| 1446          | 2067      |
| 1450          | 2071      |
| 1454          | 2075      |

## Galeria

7 Pecados NowRoz
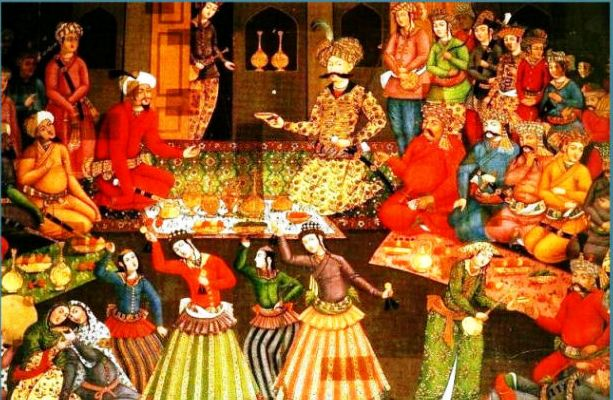
Shah-Abbas
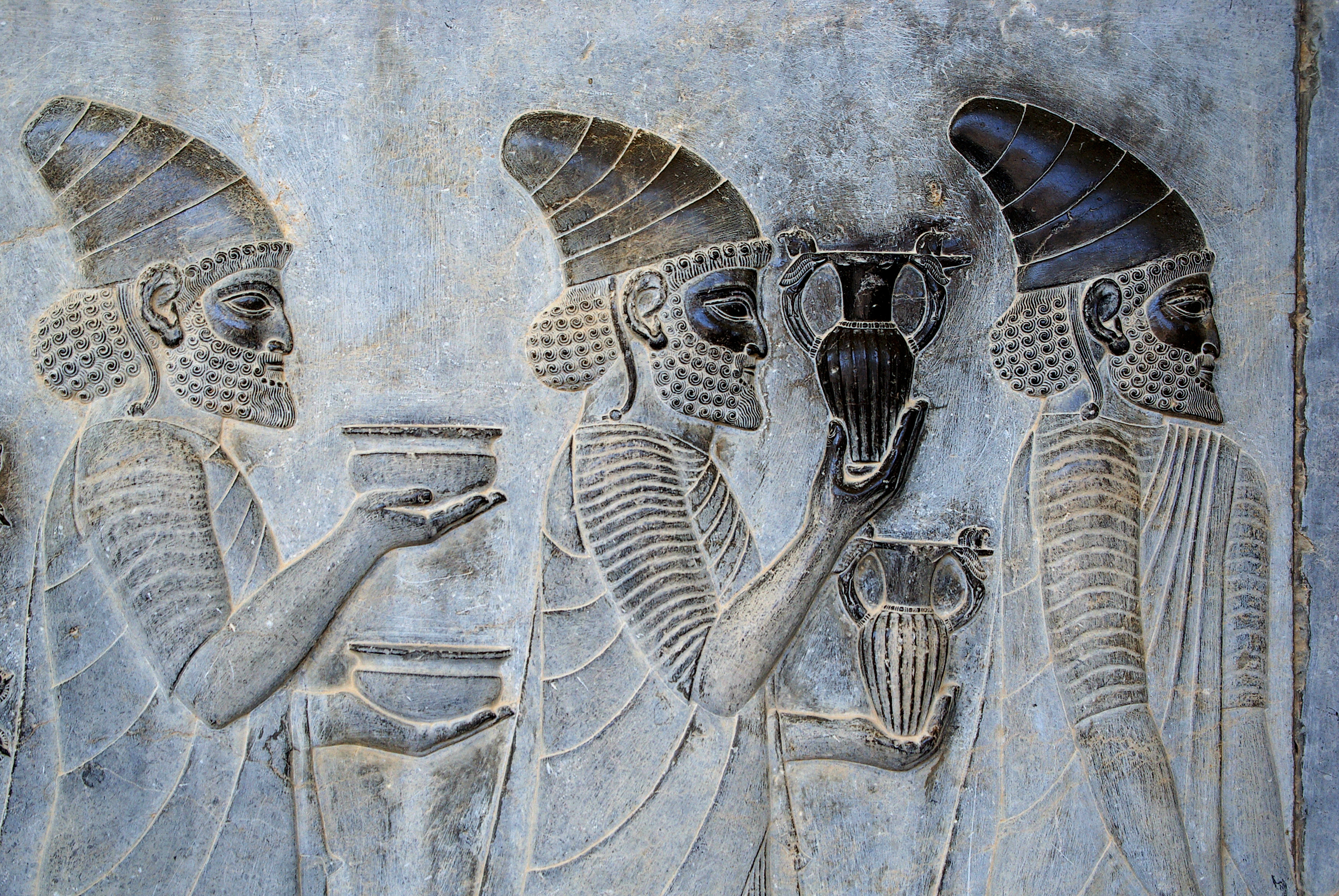
Persépolis
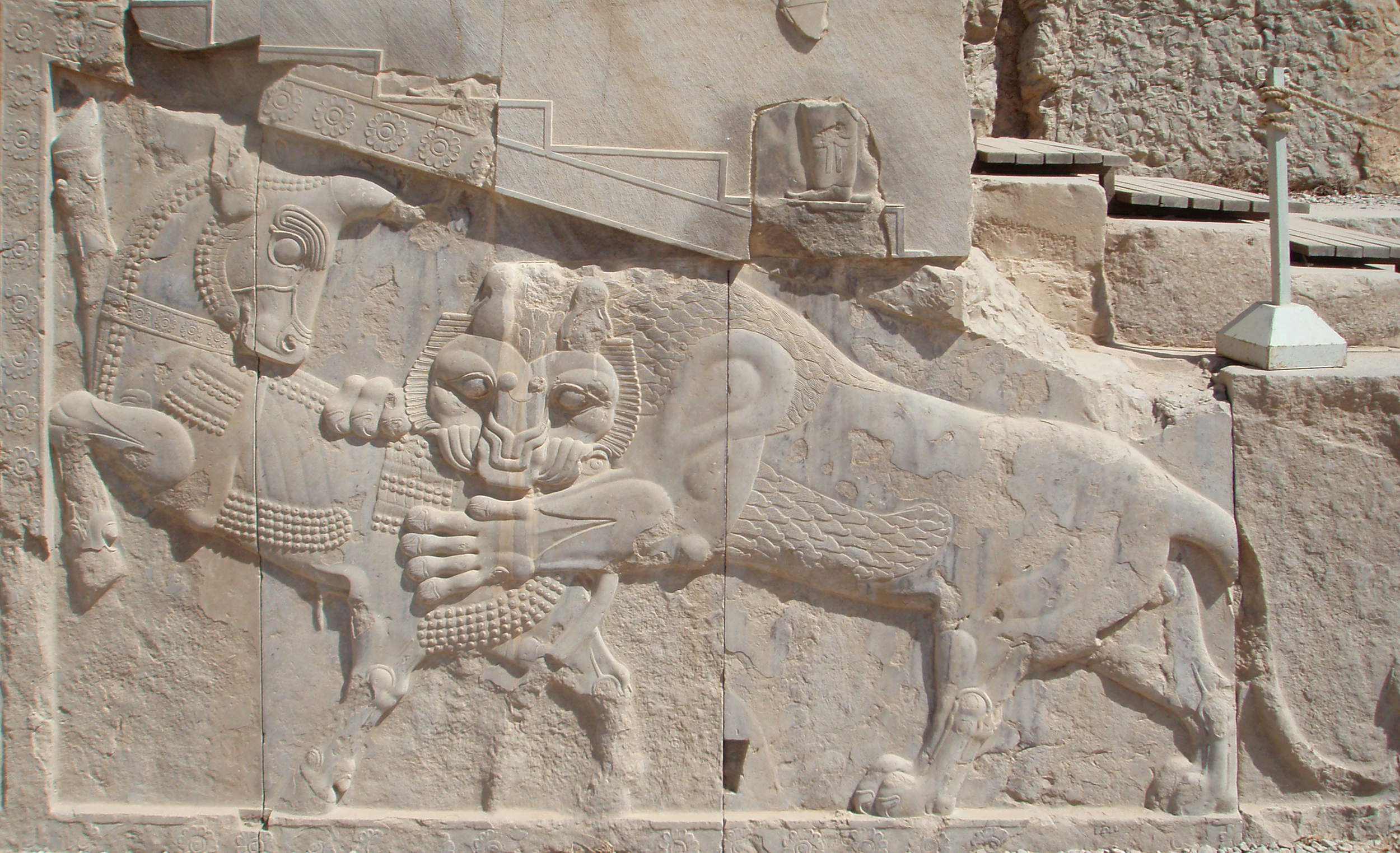
Persa Nowruz
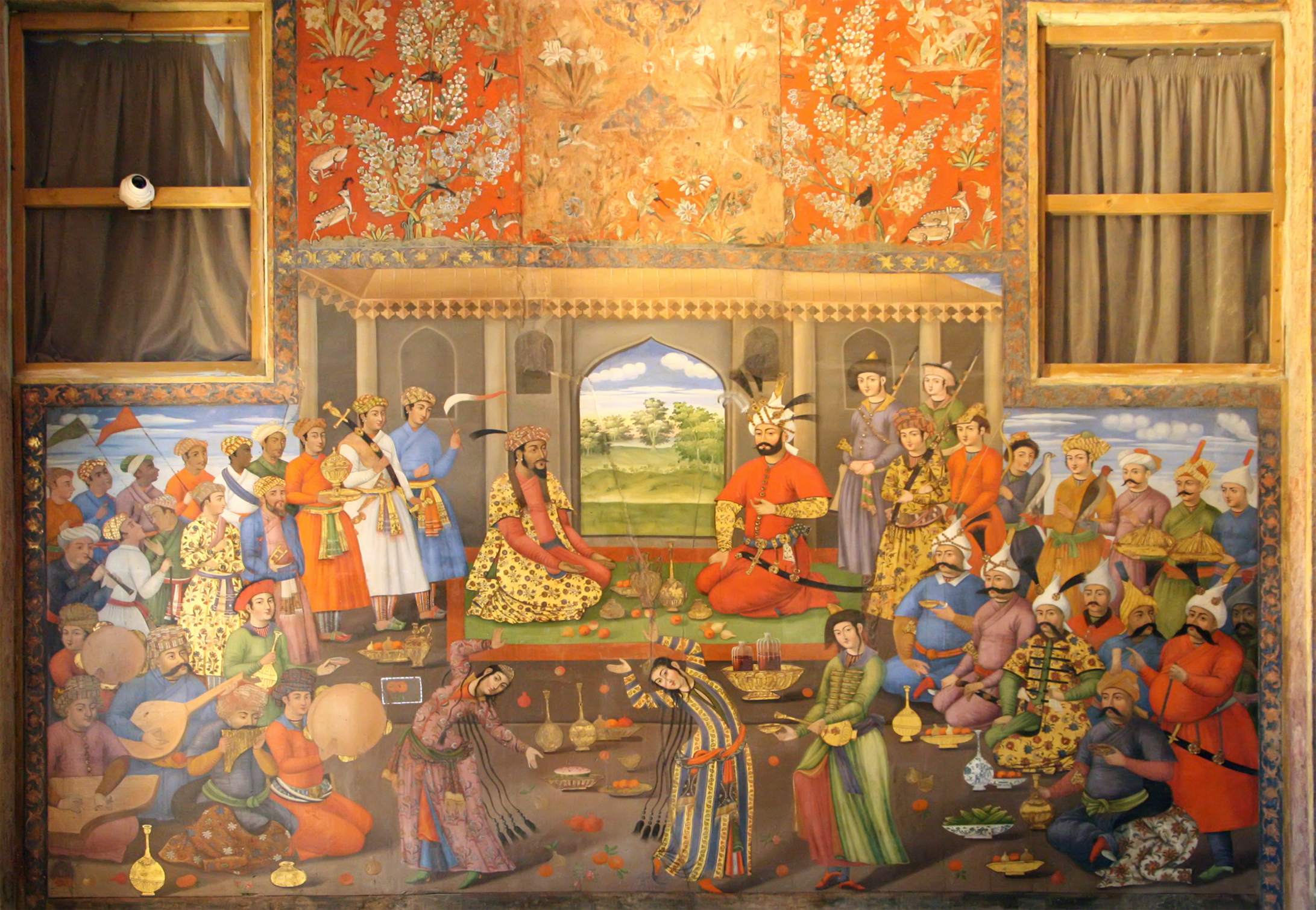
Nowrooz
Nowruz 2021 no Irã
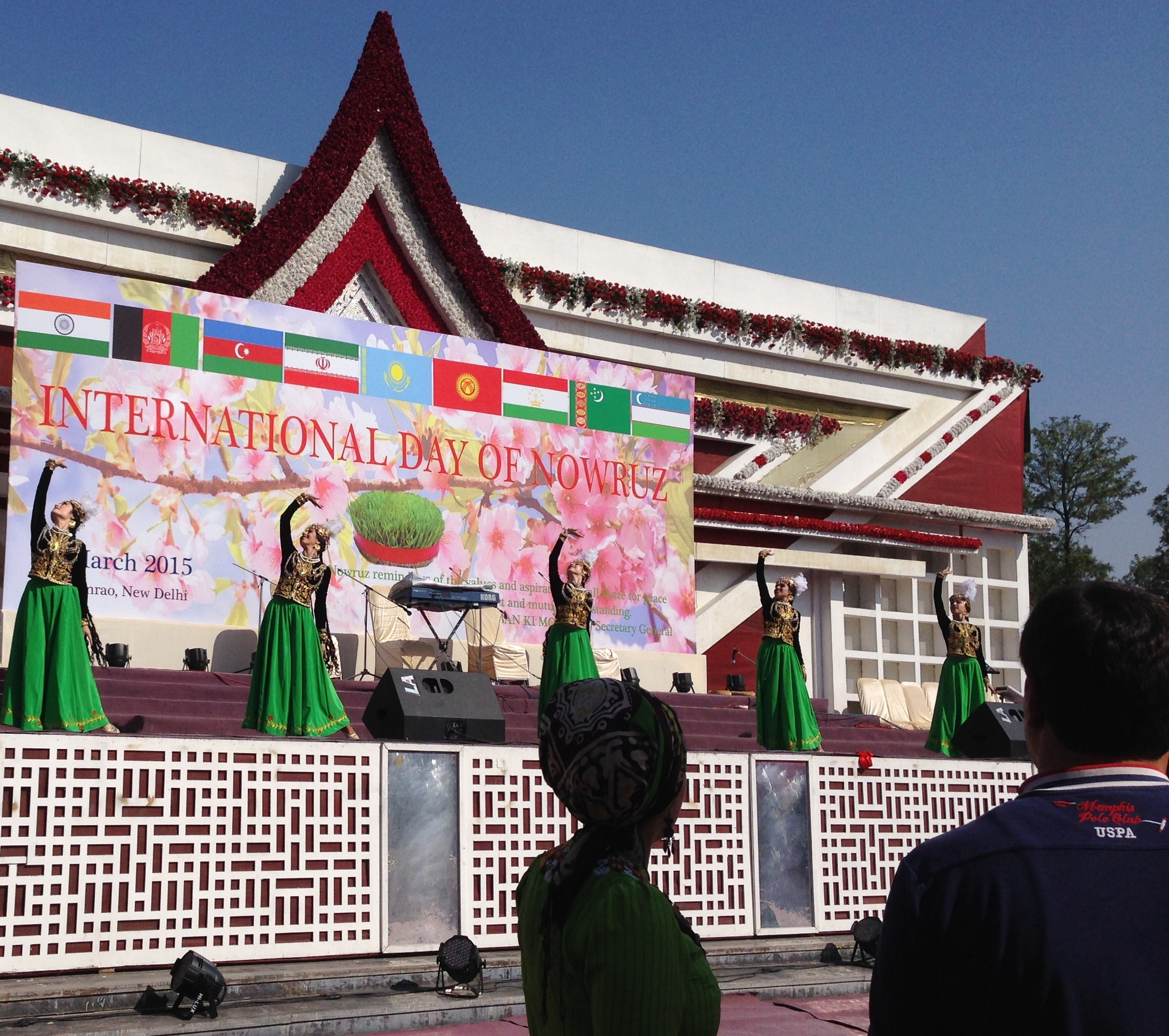
Navrouz 2015
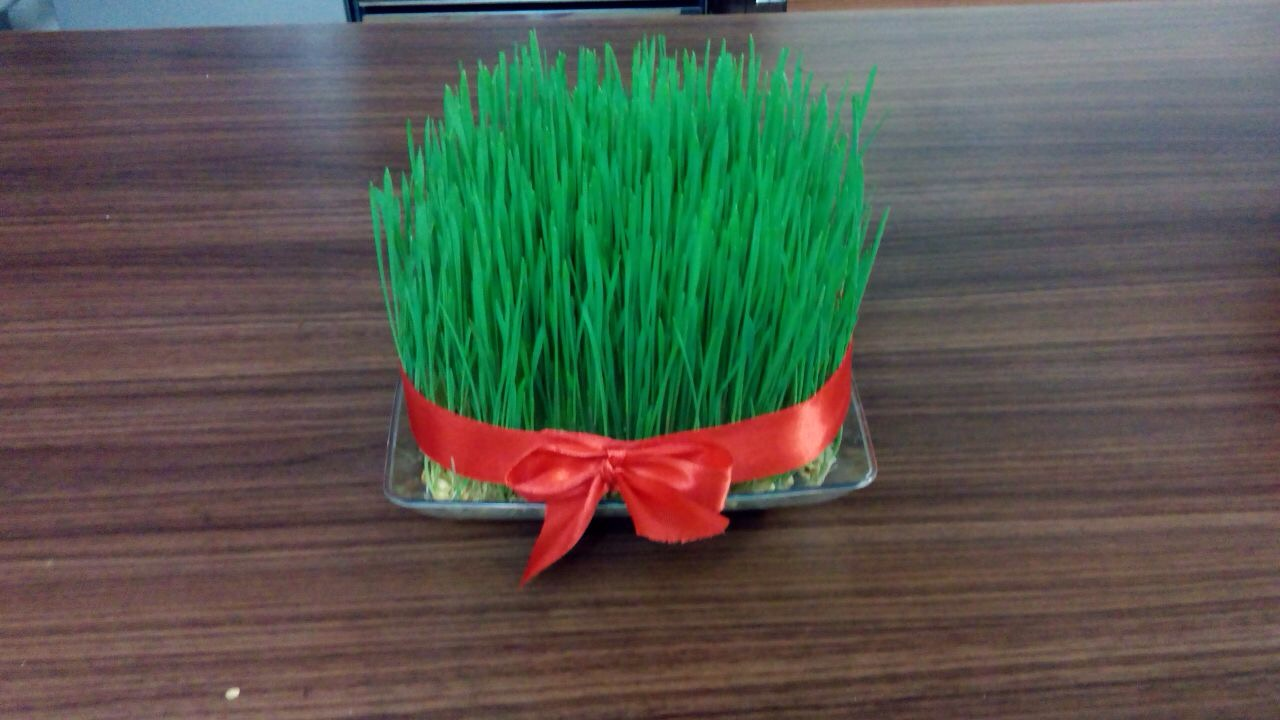
Sabzeh
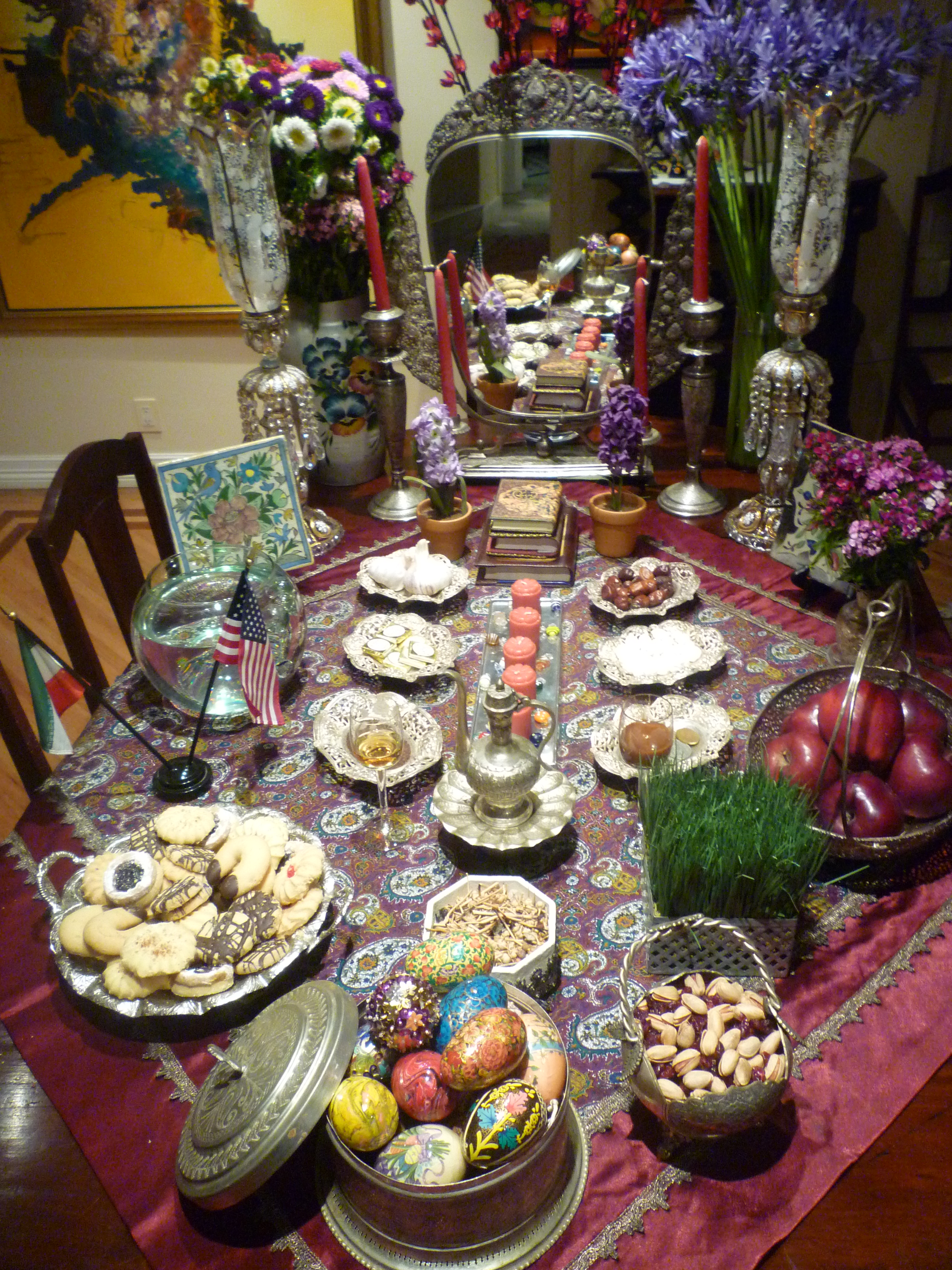
7 itens
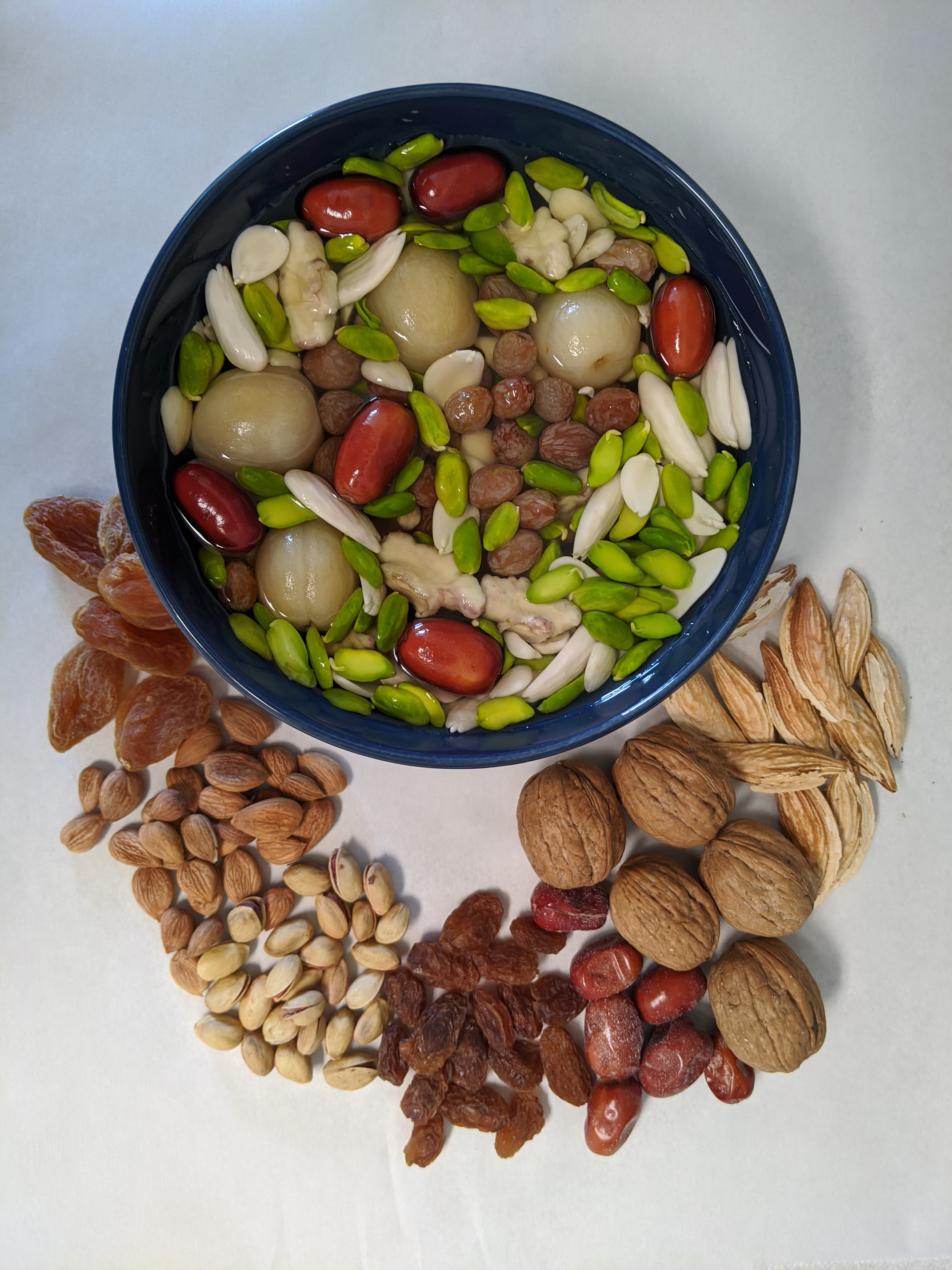
7 frutas
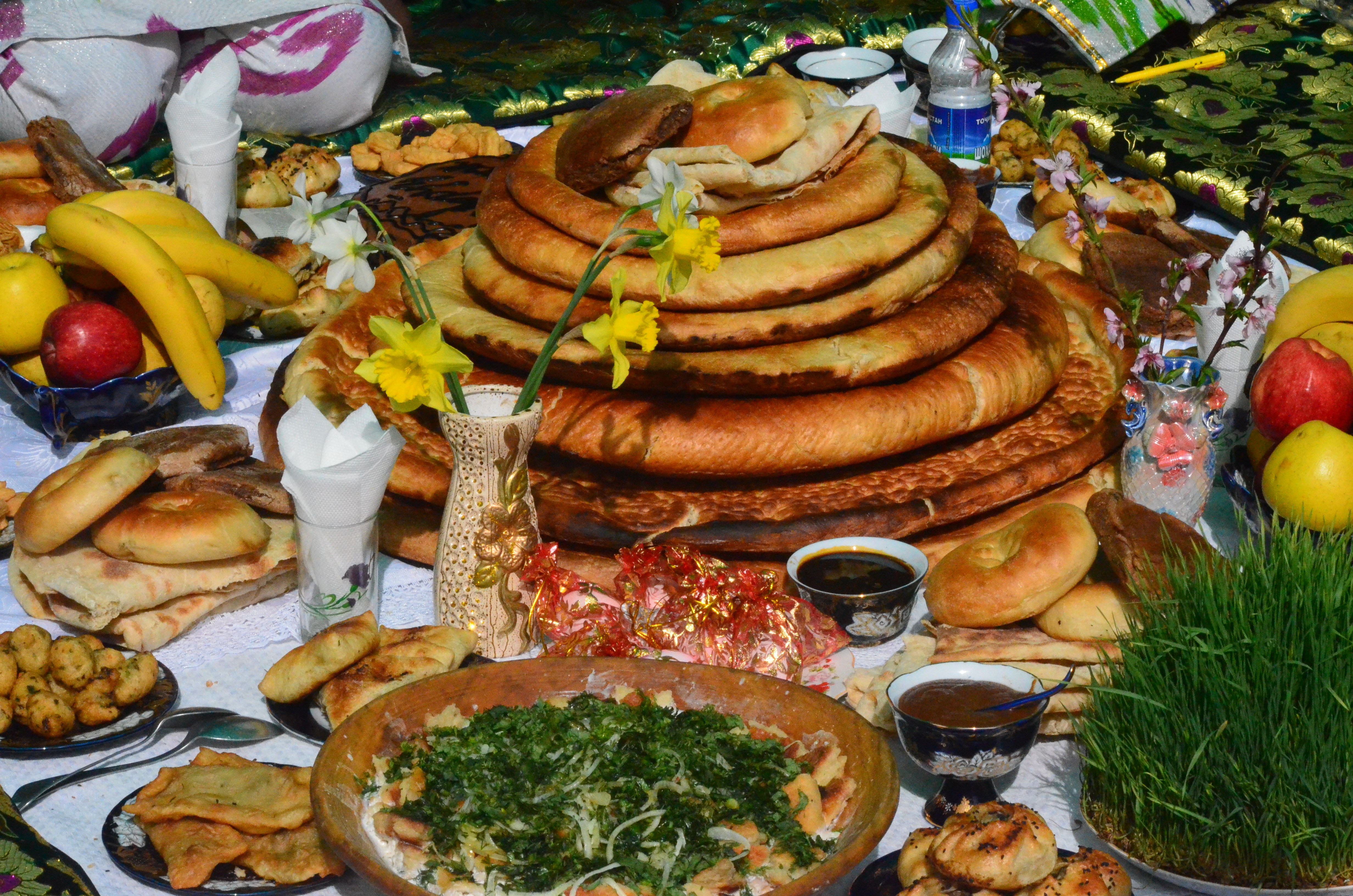
Mesa Nowruz
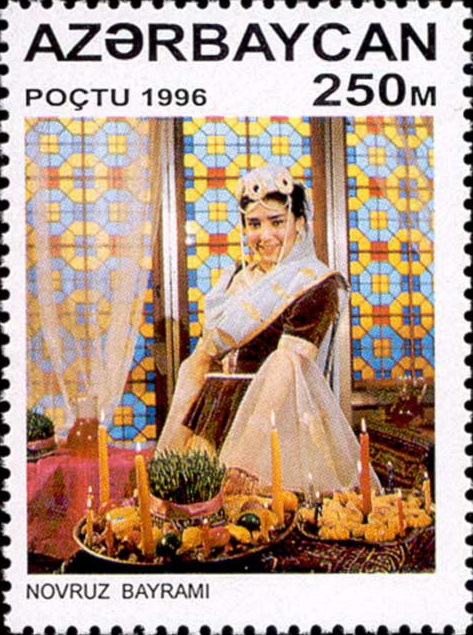
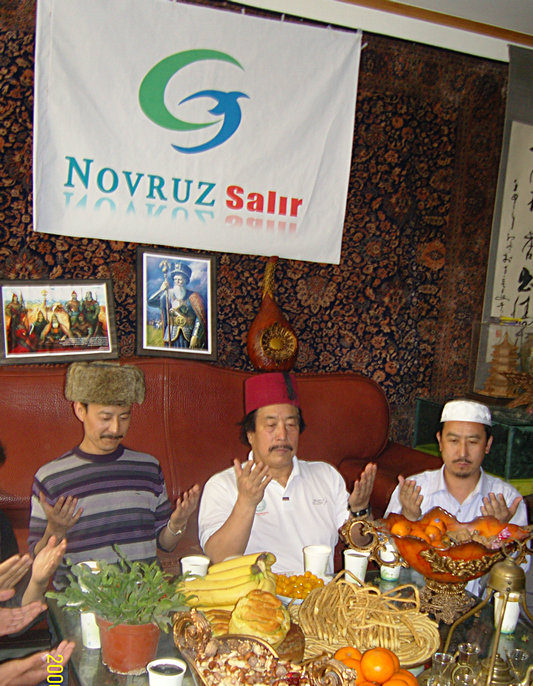
China